# Soyuz TM-24
Soyuz TM-24 foi a 27ª expedição à estação espacial Mir, realizada entre agosto de 1996 e março de 1997. Incluiu entre a tripulação russa uma cosmonauta francesa.

## Tripulação
Lançados
| Posição                 | Cosmonauta       | Duração          | Pousou na   |
| ----------------------- | ---------------- | ---------------- | ----------- |
| Comandante              | Valery Korzun    | 196d 17h 26m 13s | Soyuz TM-24 |
| Engenheiro de voo       | Alexandr Kaleri  | 196d 17h 26m 13s | Soyuz TM-24 |
| Cosmonauta-pesquisadora | Claudie Haigneré | 15d 18h 23m 37s  | Soyuz TM-23 |

Aterrissaram
| Posição                | Cosmonauta      | Duração          | Lançado na  |
| ---------------------- | --------------- | ---------------- | ----------- |
| Comandante             | Valery Korzun   | 196d 17h 26m 13s | Soyuz TM-24 |
| Engenheiro de voo      | Alexandr Kaleri | 196d 17h 26m 13s | Soyuz TM-24 |
| Cosmonauta-pesquisador | Reinhold Ewald  | 19d 16h 34m 46s  | Soyuz TM-25 |

## Parâmetros da Missão
- Massa: 7150 kg
- Perigeu: 235.1 km
- Apogeu: 287.4 km
- Inclinação: 51.65°
- Período 89.8 minutos

## Pontos altos da missão
A Soyuz TM-24 transportou três cosmonautas à estação espacial Mir. O grupo consistia de Valery Korzun e Alexander Kaleri, e a primeira mulher francesa no espaço, Claudie Haigneré. Eles se juntaram à astronauta norte-americana Shannon Lucid e aos membros do grupo da Mir 21 Yuri Onufriyenko e Yuri Usachev. Gaigneré realizou experimentos biológicos e médicos na Mir por 16 dias, antes de retornar à Terra com Onufriyenko e Usachev.